# Аккорд Петрушки

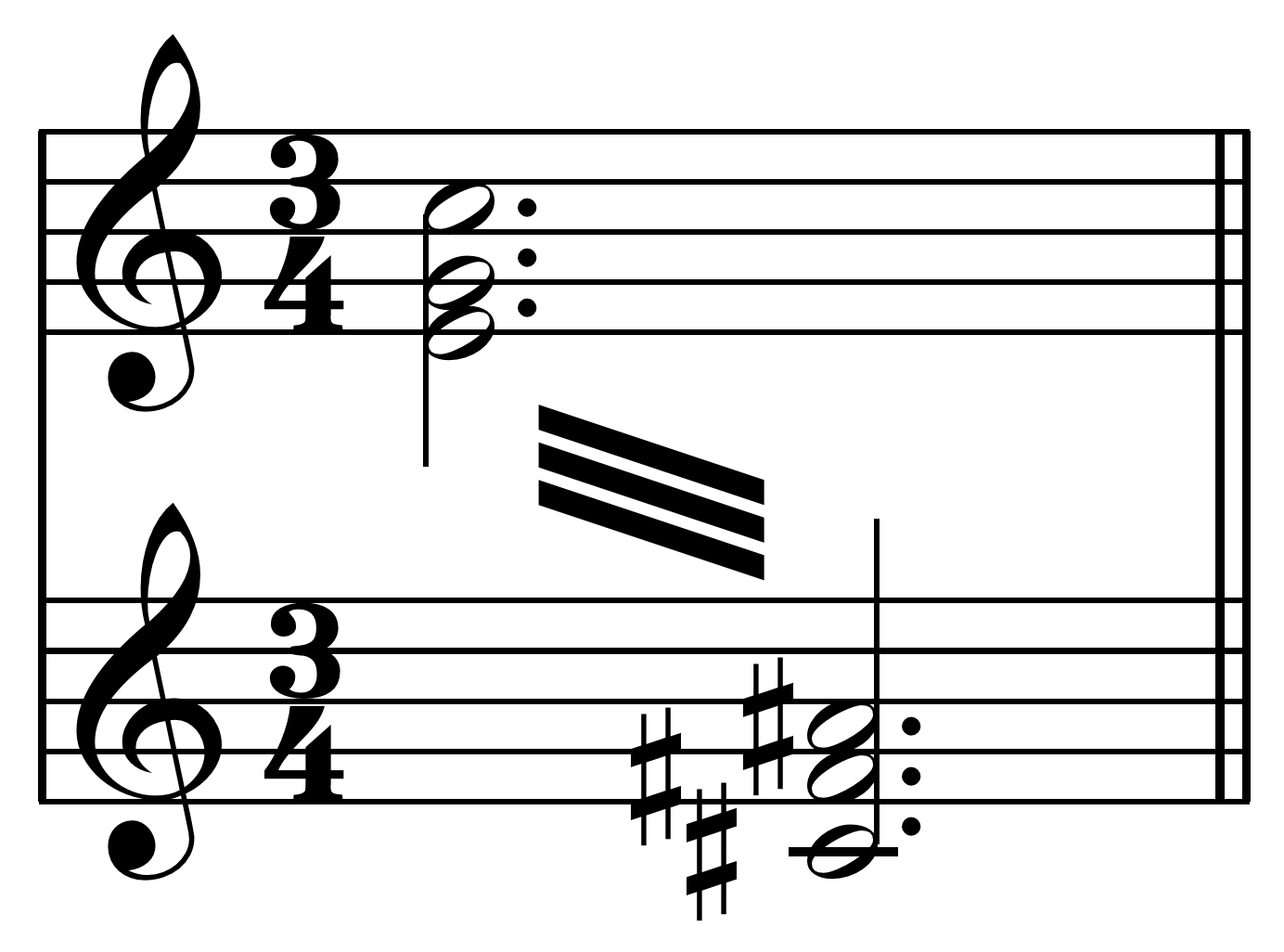
Аккорд Петрушки на фортепиано во время второй сцены из балета «Петрушка»

Аккорд Петрушки — повторяющийся политональный прием, используемый в балете Игоря Стравинского «Петрушка» и в более поздней музыке. Это два мажорных трезвучия. Например: до мажор и фа-диез мажор, они отдельно создают тритон, когда эти трезвучия звучат вместе они создают диссонирующий аккорд.

## Структура
Аккорд Петрушки определяется как два одновременных мажорных трезвучия, разделенных тритоном. В балете «Петрушка» Стравинский использовал трезвучие до мажор поверх трезвучия фа-диез мажор. Устройство использует тона, которые вместе составляют синтетическую гексатоническую гамму.
Когда энгармонически пишется до — ре-бемоль — ми — соль-бемоль — соль-бекар — си-бемоль, это называется тритоновой гаммой. Альтернативно, когда пишется до — ре-бемоль — ми — фа-диез — соль — си-бемоль, его можно прочитать как вспомогательный уменьшенный звукоряд. Можно считать, что аккорды противоречат друг другу из-за соотношения тритонов. Любой тенденции к появлению тональности можно избежать, введя ноту, удаленную на три целых тона от ключевой ноты этой тональности.
В конце третьей сцены балета Стравинского появляется аккорд Петрушки с Петрушкой, но на ля и ми-бемоль, которые с до и фа-диез создают уменьшенный вводный септаккорд и исчерпывает уменьшённый лад[уточнить].

## Происхождение аккорда Петрушки
Обычно изобретение аккорда Петрушки приписывают русскому композитору Игорю Стравинскому. Аккорд (или, точнее, два одновременных мажорных аккорда, выделяющих тритон отдельно, в частности, фа и си мажор) присутствовал гораздо раньше в концерте Ференца Листа «Проклятие». Хотя точная дата композиции остается неизвестной, по оценкам музыковеда Хамфри Сирла, она относится примерно к 1840 году, также считается, что композиция взята из одного из ранних произведений Листа, исполненного в 1827 году.
Морис Равель использует этот аккорд в своем фортепианном произведении «Игра воды» для создания цветущих, похожих на воду звуков, которые характеризуют произведение. В период поездки Равеля в Россию в его ранних произведениях (с 1893 по 1908 годы) фигурирует октатонизм. Музыковед Стивен Баур отмечает, что пьеса Равеля «Игра воды» была написана в 1901 году, за десять лет до того, как Стравинский сочинил «Петрушку» (1911), предполагая, что Стравинский, возможно, научился этому трюку у Равеля. Стравинский мог услышал Jeux d’eau и несколько других произведений Равеля не позднее 1907 года в программе «Вечера современной музыки».

## Использование аккорда Петрушки в других произведениях
- 1979 — группа Sfinx — Kogaion
- 2003 — трек Above the Clouds в игре Sim Sity 4.